# Gerd-Paul von Below

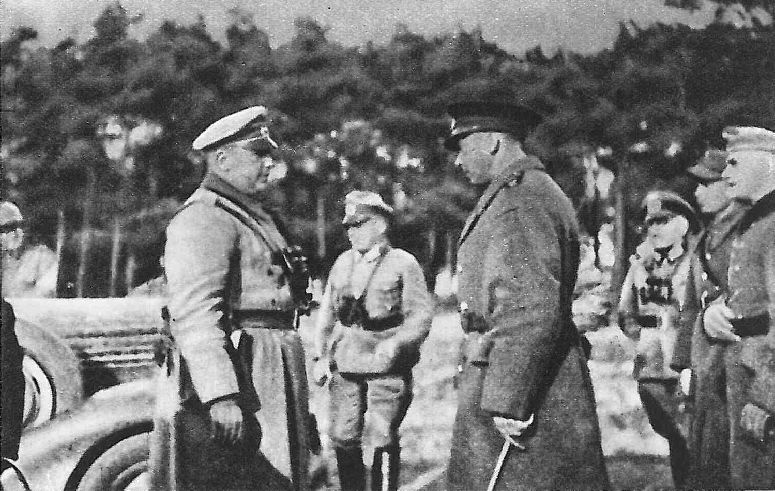
Gerd von Below (links), 1939

Gerd-Paul Valerian Georg Heinrich von Below (* 30. November 1892 in Strasburg (Uckermark); † 8. Dezember 1953 im Kriegsgefangenenlager 5110/48 Woikowo bei Iwanowo, Sowjetunion) war ein deutscher Generalmajor der Reserve im Zweiten Weltkrieg.

## Leben

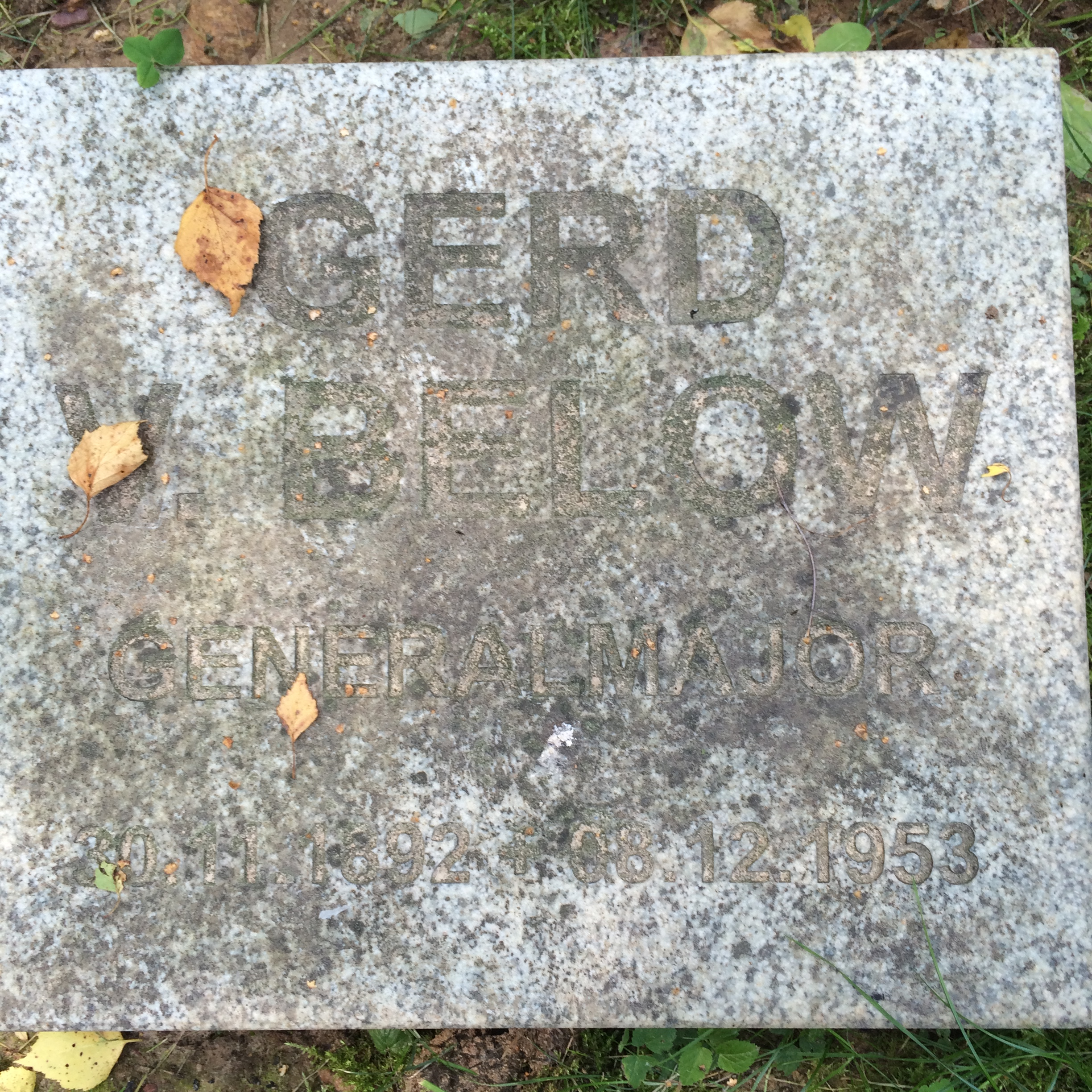
Gerd von Belows Grabplatte auf dem Soldatenfriedhof in Tschernzy

Below trat am 24. Oktober 1911 als Fahnenjunker in das 2. Pommersche Ulanen-Regiment Nr. 9 der Preußischen Armee ein. Dort wurde er am 23. März 1914 mit Patent vom 16. Juni 1913 zum Leutnant befördert. Mit dem Verband marschierte er nach Ausbruch des Ersten Weltkriegs als Zugführer in das neutrale Belgien ein. Im November 1914 lag das Regiment dann in Nordfrankreich und wurde anschließend an die Ostfront verlegt, wo es zunächst zum Grenzschutz der ostpreußischen Südgrenze eingesetzt war. Anschließend war Below mit seinem Regiment in der Winterschlacht in Masuren verwickelt sowie im späteren Feldzug gegen Rumänien. 1917 wurde das Regiment erneut an die Westfront verlegt, wo es bis Kriegsende an mehreren Abwehrschlachten beteiligt war. Hier erfolgte am 18. August 1918 seine Beförderung zum Oberleutnant. Nach dem Marsch in die Heimat und der Demobilisierung des Regiments im Dezember 1918 schied Below in der Folge am 31. März 1920 aus der Reichswehr aus und kehrte in das Zivilleben zurück.
Nach Gründung der Wehrmacht im Frühjahr 1935 trat Below am 23. September 1935 dieser unter gleichzeitiger Beförderung zum Hauptmann der Reserve bei, wo er dem Infanterie-Regiment 4 zugeteilt wurde. Inzwischen in das Infanterie-Regiment 374 der 207. Infanterie-Division versetzt, übernahm Below im Zuge der Allgemeinen Mobilmachung am 26. August 1939 die Funktion des Kommandeurs des III. Bataillons. Mit diesem nahm er anschließend am Überfall auf Polen sowie am Westfeldzug im Raum der Niederlande teil. Mit Beginn des Unternehmens Barbarossa wurde das Infanterie-Regiment 374 Bestandteil der 207. Sicherungs-Division. Am 5. Januar 1942 wurde Below zunächst mit der Führung des Regiments beauftragt, um am 1. Mai 1942 zum Kommandeur ernannt zu werden.
Im Zuge der Zweiten Ladoga-Schlacht erlitt sein Regiment schwere Verluste. Dennoch traten am 19. Januar 1943 die Reste des Regiments, bestehend aus nur drei Offizieren sowie 108 Unteroffizieren und Mannschaften, zu einem Angriff an den Ssinjawino-Höhen an, um einen sowjetischen Einbruch abzuwehren. Below gelang es in der Folge der Gefechte den russischen Umfassungsflügel aufzubrechen, die Einheit aufzurollen und deren Reste zurückzuwerfen. Für die Rückeroberung des Ortes Possjolok 6 und deren Haltung bis zum Entsatz am nächsten Morgen wurde ihm am 28. Februar 1943 das Ritterkreuz des Eisernen Kreuzes verliehen. Allerdings wurde Below während dieser Gefechte schwer verwundet, so dass er die Zeit vom 20. Januar bis Mai 1943 in einem Lazarett verbringen musste. Nach seiner Genesung kehrte er zu seinem Regiment zurück. Am 30. September 1944 wurde Below dann in die Führerreserve des OKH versetzt und zu einem Divisionsführerlehrgang abkommandiert. Nach dessen Beendigung wurde er am 4. Februar 1945 mit der Führung des Divisions-Stabes z. b. V. 615 beauftragt, um zeitgleich mit der Beförderung zum Generalmajor der Reserve am 20. April 1945 zum Kommandeur ernannt zu werden. Mit seinem Großverband geriet Below in Schlesien am 8. Mai 1945 in sowjetische Kriegsgefangenschaft, wo er 1953 im Kriegsgefangenenlager 5110/48 Woikowo verstarb.